# Ilha do Socó
Ilha do Socó é uma ilha brasileira localizada na praia de Camburi, em Vitória, Espírito Santo. É uma rocha que pode ser alcançada a partir da praia a nado.